# Lanchères
Lanchères és un municipi francès situat al departament del Somme i a la regió dels Alts de França. L'any 2007 tenia 989 habitants.

## Demografia

### Població

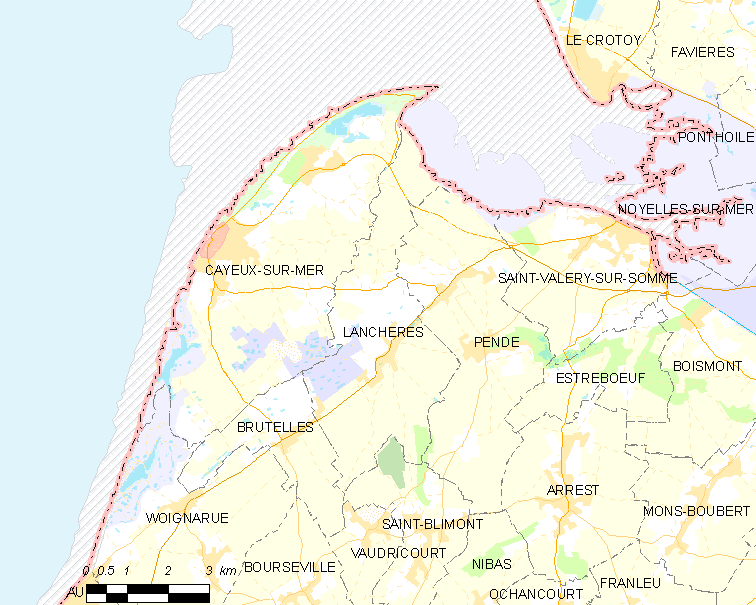

El 2007 la població de fet de Lanchères era de 989 persones. Hi havia 373 famílies de les quals 74 eren unipersonals (27 homes vivint sols i 47 dones vivint soles), 126 parelles sense fills, 157 parelles amb fills i 16 famílies monoparentals amb fills.

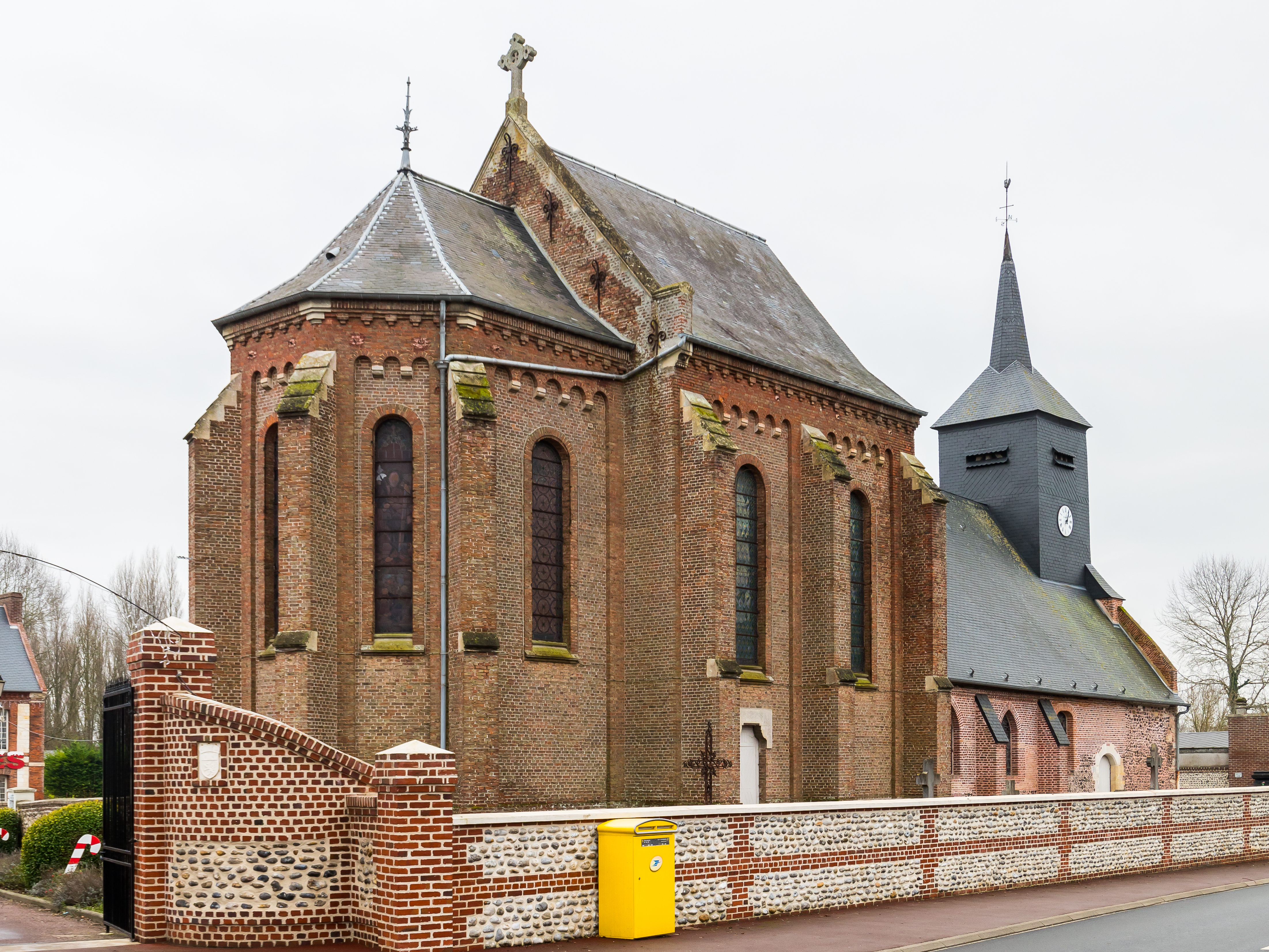

La població ha evolucionat segons el següent gràfic:
Habitants censats

### Habitatges

El 2007 hi havia 639 habitatges, 380 eren l'habitatge principal de la família, 236 eren segones residències i 23 estaven desocupats. 505 eren cases i 2 eren apartaments. Dels 380 habitatges principals, 323 estaven ocupats pels seus propietaris, 52 estaven llogats i ocupats pels llogaters i 5 estaven cedits a títol gratuït; 1 tenia una cambra, 12 en tenien dues, 58 en tenien tres, 106 en tenien quatre i 203 en tenien cinc o més. 276 habitatges disposaven pel capbaix d'una plaça de pàrquing. A 134 habitatges hi havia un automòbil i a 209 n'hi havia dos o més.

### Piràmide de població

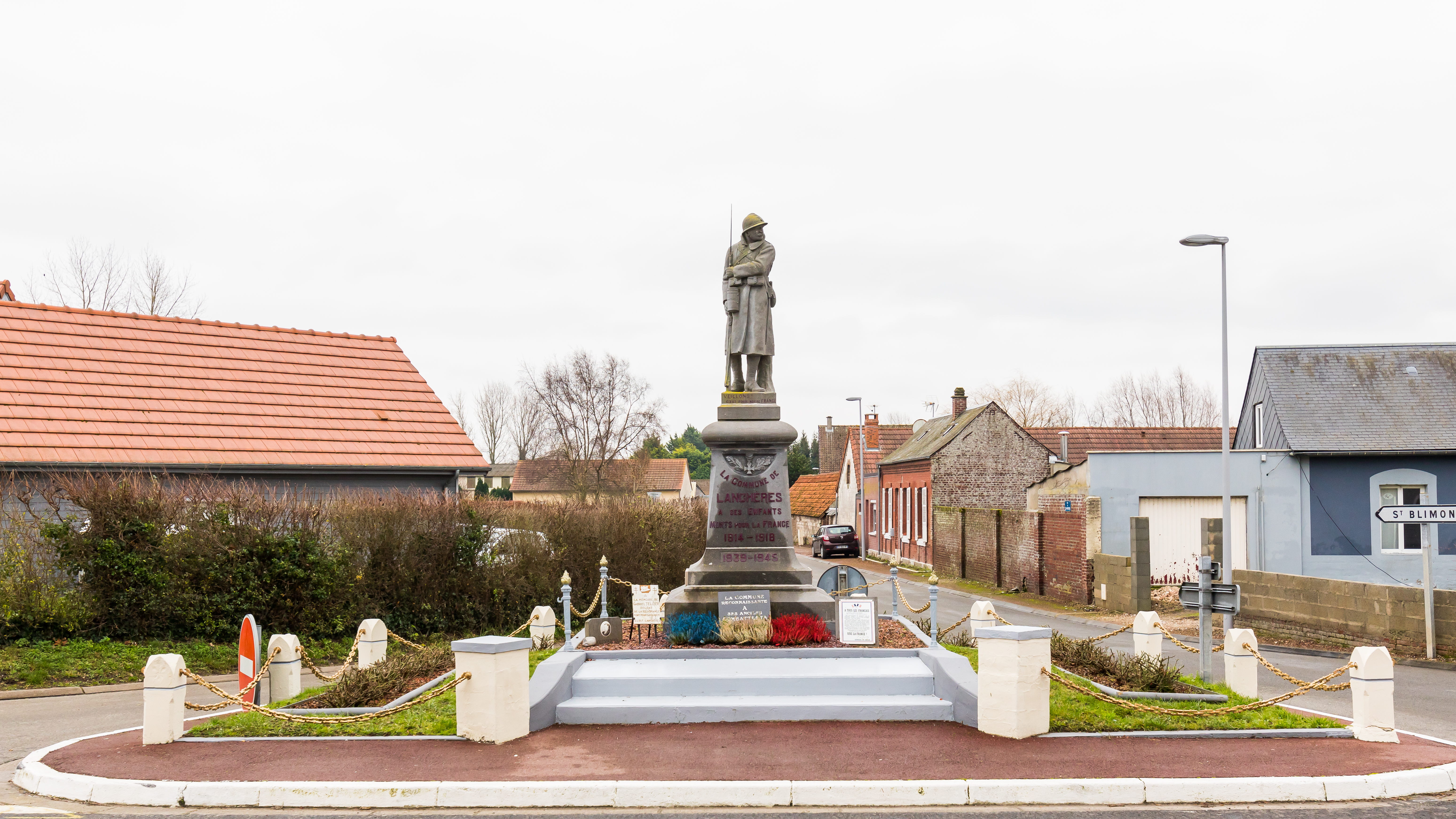

La piràmide de població per edats i sexe el 2009 era:
| Homes | Edats   | Dones |
| ----- | ------- | ----- |
| 0     | 95 o +  | 0     |
| 0     | 90 a 94 | 8     |
| 4     | 85 a 89 | 8     |
| 4     | 80 a 84 | 16    |
| 12    | 75 a 79 | 24    |
| 24    | 70 a 74 | 16    |
| 12    | 65 a 69 | 20    |
| 16    | 60 a 64 | 32    |
| 28    | 55 a 59 | 8     |
| 20    | 50 a 54 | 24    |
| 36    | 45 a 49 | 12    |
| 28    | 40 a 44 | 44    |
| 44    | 35 a 39 | 28    |
| 32    | 30 a 34 | 36    |
| 28    | 25 a 29 | 20    |
| 20    | 20 a 24 | 16    |
| 32    | 15 a 19 | 36    |
| 20    | 10 a 14 | 24    |
| 36    | 5 a 9   | 28    |
| 20    | 0 a 4   | 8     |

## Economia

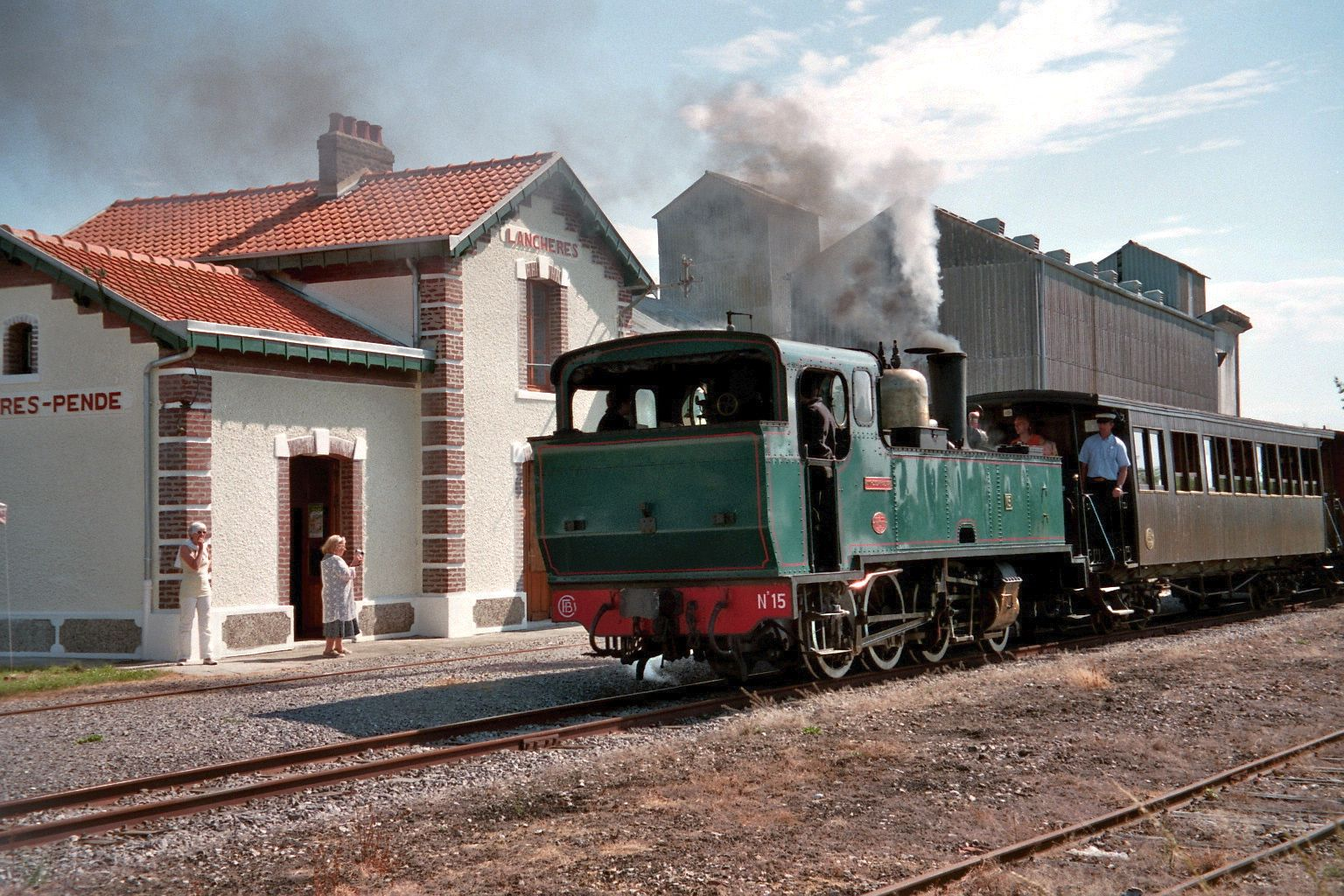

El 2007 la població en edat de treballar era de 670 persones, 487 eren actives i 183 eren inactives. De les 487 persones actives 431 estaven ocupades (240 homes i 191 dones) i 54 estaven aturades (26 homes i 28 dones). De les 183 persones inactives 76 estaven jubilades, 42 estaven estudiant i 65 estaven classificades com a «altres inactius».

### Ingressos
El 2009 a Lanchères hi havia 378 unitats fiscals que integraven 995 persones, la mediana anual d'ingressos fiscals per persona era de 15.680 €.

### Activitats econòmiques
Dels 30 establiments que hi havia el 2007, 2 eren d'empreses alimentàries, 9 d'empreses de construcció, 6 d'empreses de comerç i reparació d'automòbils, 1 d'una empresa de transport, 4 d'empreses d'hostatgeria i restauració, 1 d'una empresa d'informació i comunicació, 1 d'una empresa financera, 1 d'una empresa immobiliària, 1 d'una empresa de serveis, 1 d'una entitat de l'administració pública i 3 d'empreses classificades com a «altres activitats de serveis».
Dels 13 establiments de servei als particulars que hi havia el 2009, 1 era una oficina de correu, 1 taller de reparació d'automòbils i de material agrícola, 4 paletes, 2 lampisteries, 2 electricistes, 1 empresa de construcció i 2 perruqueries.

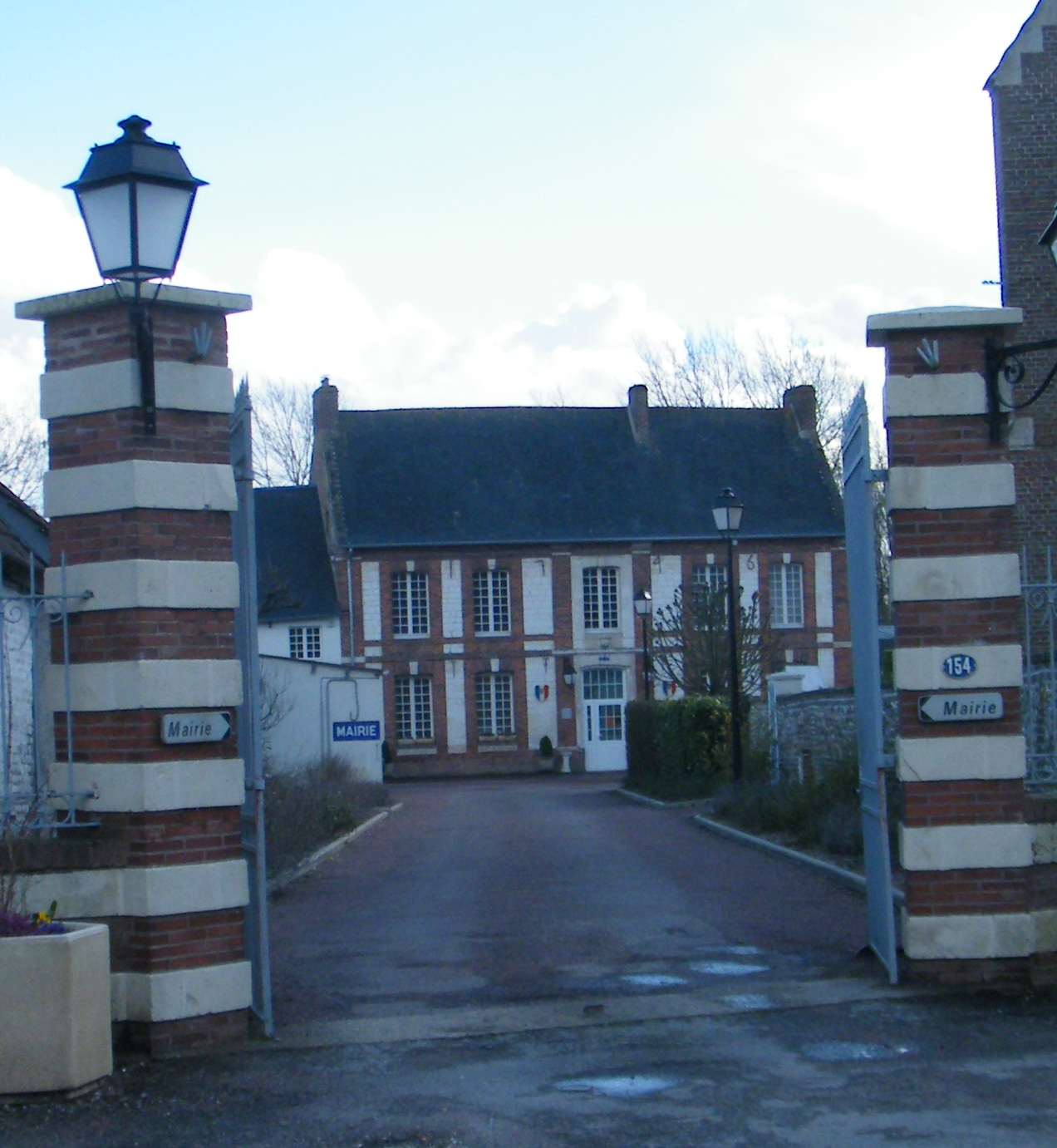

Dels 2 establiments comercials que hi havia el 2009, 1 era una botiga de menys de 120 m² i 1 una joieria.
L'any 2000 a Lanchères hi havia 14 explotacions agrícoles que ocupaven un total de 702 hectàrees.

## Equipaments sanitaris i escolars
L'únic equipament sanitari que hi havia el 2009 era una ambulància.
El 2009 hi havia 1 escola maternal integrada dins d'un grup escolar amb les comunes properes formant una escola dispersa i 1 escola elemental integrada dins d'un grup escolar amb les comunes properes formant una escola dispersa.

## Poblacions més properes

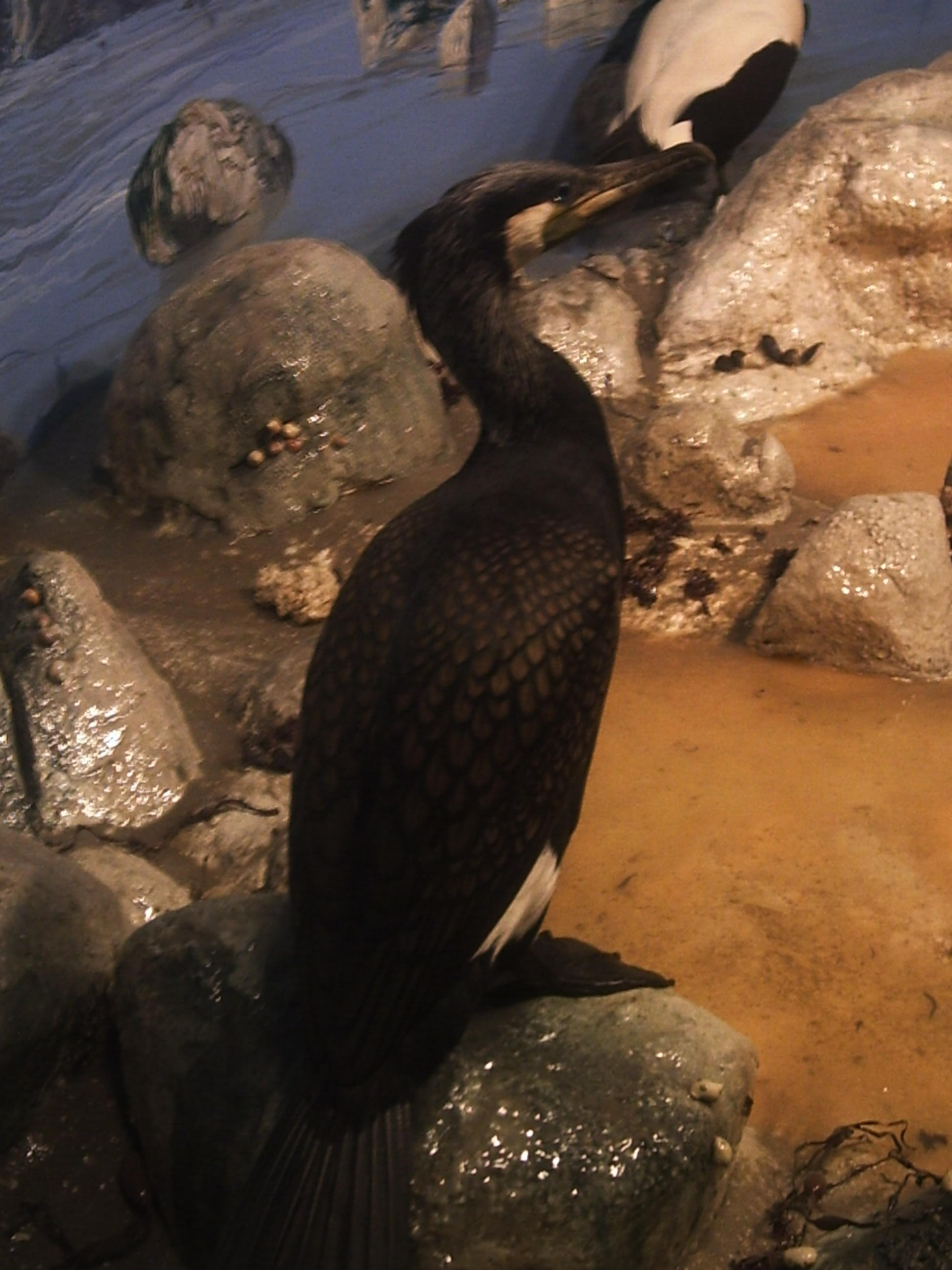
Cormoran

El següent diagrama mostra les poblacions més properes.